# 田瀬理夫
田瀬 理夫（たせ みちお、1949年 - ）は、造園家。現在、株式会社プランタゴ代表、東京芸術大学、千葉大学大学院非常勤講師。

## 来歴
- 1949年：東京都生まれ
- 1973年：千葉大学園芸学部造園学科（都市計画・造園史専攻）卒業。株式会社富士植木入社
- 1977年：ワークショップ・プランタゴ開設
- 1990年：株式会社プランタゴ代表[1]

## 主な仕事
- 国営沖縄海洋博記念公園郷土村おもろさうし園計画 1978
- 国営沖縄海洋博記念公園熱帯ドリームセンター 1979
- 藤ヶ丘タウンハウス 1979
- 百合ヶ丘ビレッジ 1986
- 平塚ガーデンホームズ 1983
- らんの里堂ヶ島 1992
- コートハウス国立 1994
- 板橋区立熱帯環境植物館 1994
- アクロス福岡 1995
- BIOSの丘 1998
- 立教大学新座キャンパス 1998
- アミュゼ柏
- ＩＶＹ　ＳＴＲＵＣＴＵＲＥ
- アクアマリンふくしま 2000
- 読売広告社
- 札幌メディアパーク スピカ 2000
- QUEEN'S MEADOW COUNTRY HOUSE 1 2000
- 相模女子大学マーガレットホール 2001
- TWIN HOUSE for SINGLE、AUH上目黒住宅
- 特種製紙総合技術研究所ＰＡＭ
- 「記憶を継承する住まい」 PAM 2000
- 秩父市歴史文化伝承館 2002
- 5×緑EXHIBITION 2003
- OM ソーラー協会「地球のたまご」計画 2004
- アクアマリンふくしま「キッスビオトープ」 2004
- アクアマリンふくしま「干湯」 2005
- SHENZHEN CITY CENTRAL PLAZA and SOUTHERN AXIS PROJECT(中国深市)  2005
- アクアマリンふくしま「磯」 2006
- QUEEN'S MEADOW COUNTRY HOUSE 2 (馬付住宅) 2006
- アクアマリンふくしま「ビーチ」 2007
- 赤坂ガーデンシティー
- 日産先進技術開発センター 2007
- 山種美術館
- 大埜地の集合住宅 2016-2021

他多数

## 受賞歴
- 日本造園学会賞 「らんの里堂ヶ島」の設計  1995年
- THE 2000 Business Week/Architectural Record Award 2000年
- グッドテザイン賞(共同)「札幌メディアパーク.スピカ」2001年
- 「アクロス福岡」で2002 年日経BP技術賞(共同)、「屋上,壁面,特殊緑化技術コンクール」大賞(共同)を「アクロス福岡のステップガーデン」で、受賞。このほかエコビルド大賞(共同)、環境情報科学センター賞(共同、「都市エコロジー復活を目指す環境建築」）、グッドデザイン賞(共同、「記憶を継承する住まい」）
- 2003年「アクロス福岡」で建築設備デザイン賞(共同)、AACA 賞優秀賞(共同)
- 「地球のたまご」で2005年エコビルド賞(共同). SBO5サスティナブル建築賞(審査員特別賞)(共同)
- 2007年グッドテザイン賞QMCH

## 書籍
- 『ひとの居場所をつくる　ランドスケープデザイナー田瀬理夫さんの話をつうじて』西村佳哲（筑摩書房）
- 『ランドスケープデザインNO.71　インタビュー田瀬理夫の仕事』インタビュアー：平賀達也（マルモ出版）